# Unión de Birmania (1948-1962)
Unión de Birmania fue el nombre oficial de Birmania tras su independencia del Reino Unido en 1948. Si bien conservaría este nombre hasta 1974, el régimen político ya había cambiado en 1962 con la llegada de los comunistas al poder, que inició la Vía birmana al socialismo (cambiándole el nombre oficial al país por el de República Socialista de la Unión de Birmania). Este período se caracterizó por el inicio del aún vigente conflicto armado en Birmania, iniciado en abril de 1948.

## Historia
Birmania se independizó del Reino Unido en 1948, de inmediato los rebeldes comunistas se alzaron contra el gobierno. Levantamientos y los conflictos étnicos comenzaron a estallar en varias provincias a partir de 1949, principalmente los karenes del oriente birmano, agrupados en la KNU, estos buscaron la secesión, la creación de un estado autónomo, llamado Kawthoolei. La situación empeoró cuando el budismo fue la religión oficial y los derechos de las minorías rohingyas (musulmanes), karen, chin y kachin (cristianos) quedaron solo como nominales, aumentando el apoyo a grupos separatistas. La división del partido gobernante, la AFPFL, llevó a la instalación por esta de un gobierno militar entre 1958 y 1960. Se debe mencionar que la AFPFL fue el partido gobernante del país desde el fin de la ocupación japonesa en 1945 hasta su derrocamiento en 1962.
El 2 de marzo de 1962, la débil democracia de Birmania llegó a su fin con un incruento golpe de Estado, que convirtió al país en un estado socialista, el cual duraría hasta 1988. Sin embargo, Birmania no se democratizaría nuevamente hasta 2011.